# William McInnes
William McInnes (Redcliffe, 10 settembre 1963) è un attore australiano.
Ultimo dei cinque figli di Iris e Col McInnes, suo padre morì nel 1992. È attivo dagli anni novanta ed è principalmente noto per aver recitato in Le verità negate nella parte del marito di Emily Blunt. È stato sposato con la regista Sarah Watt, con cui è rimasto fino alla morte di lei avvenuta nel 2011 per un cancro alle ossa e al seno.

## Filmografia parziale
- Broken Highway, regia di Laurie McInnes (1993)
- Le verità negate (Irresistible), regia di Ann Turner (2006)
- NCIS: Sydney – serie TV, 8 episodi (2023-in corso)